# Wolseley 35/40
Der Wolseley 35/40 war ein großer Pkw mit Vierzylindermotor, den Wolseley 1912 herausbrachte.
Er besaß einen Vierzylinder-Blockmotor mit 5981 cm³ Hubraum und seitlich stehenden Ventilen (sv). Sein Fahrgestell hatte einen Radstand von 3302 mm. Die Aufbauten waren 4496 mm lang und 1778 mm breit. Das Fahrgestell (ohne Aufbau) wog 1168 kg.
Im Jahre 1913 entfiel das Modell ersatzlos.